# Пляжний багі

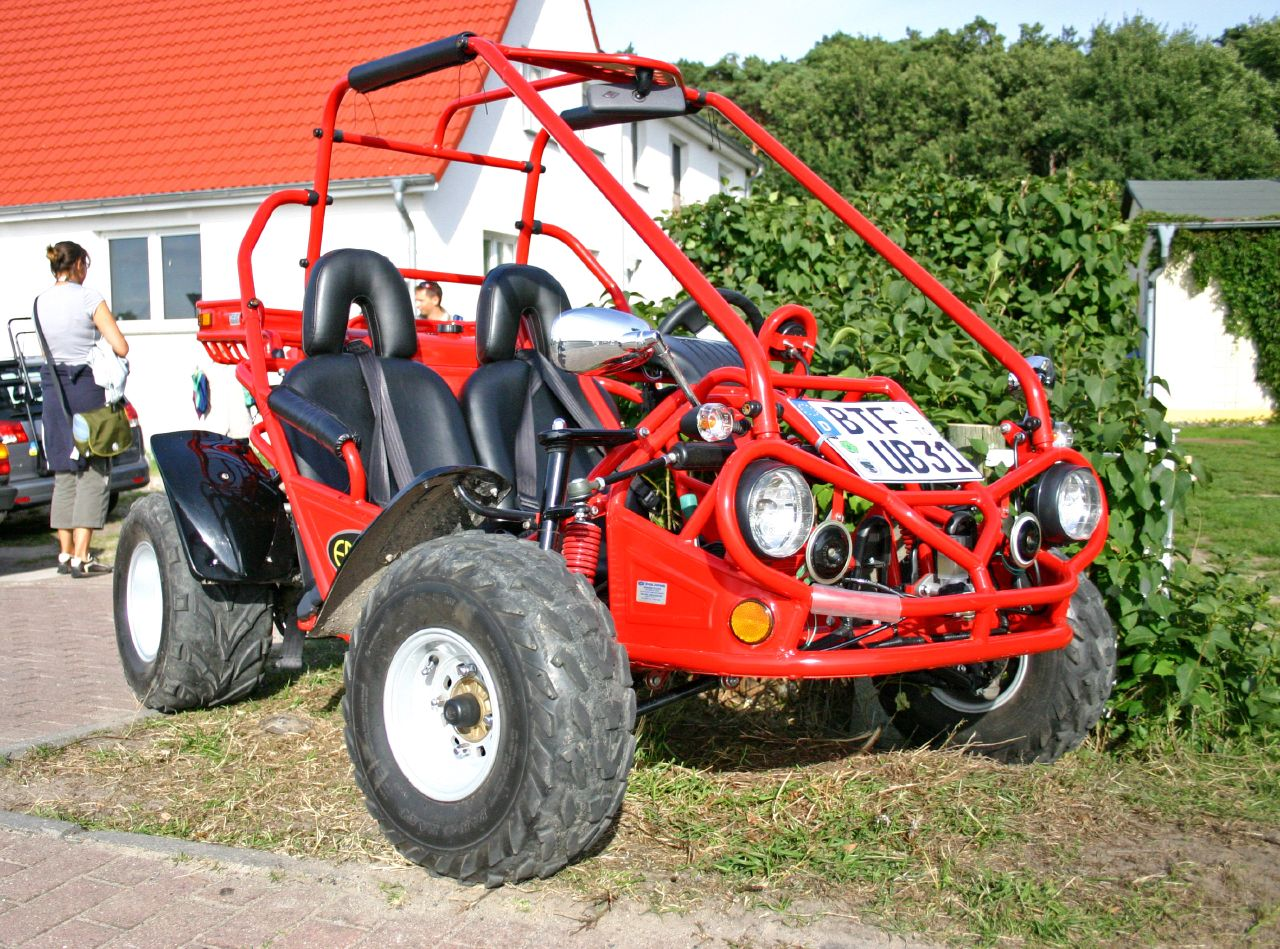
Багі дюн

Пляжний багі (інколи, багі дюн, англ. beach buggy) — транспортні засоби з великими колесами та широкими шинами, пристосовані для використання у піщаних дюнах або на пляжах. Як правило, вони розробляються шляхом встановлення змінених деталей та моторів автомобілів на відкрите шасі. При проектуванні намагаються домогтись максимального співвідношення потужності до ваги через зменшення маси транспортного засобу, підвищення потужності двигуна або і того й іншого одночасно.

## Конструкція
Багі створюються одним з кількох методів.
Перший метод передбачає переробку існуючого транспортного засобу, найчастіше Volkswagen Type One (Beetle), так званий «Вольксваген жук». «Жук» для таких цілей обирають з кількох причин. Найсуттєвішою є встановлення двигуна ззаду основна маса якого приходиться на задню вісь. За умови зняття кузова навантаження на задню ведучу вісь забезпечує кращу тягу. Двигун «жука» — повітряного охолодження, простота конструкції двигуна та відсутність радіатора усувають зайві причини можливих поламок. Низька ціна; витривалість передньої підвіски; і велика кількість уніфікованих з іншими моделями Volkswagen деталями забезпечують додаткові переваги. Такі двигуни часто доробляють до 6 циліндрів, а інколи і оснащують турбонаддуванням, що дозволяє довести потужність до 180 к.с. (130 кВт).
Другий метод передбачає побудову рами для транспортного засобу шляхом компонування і зварювання разом сталевих труб. Перевагою цього методу є те, що виробник може змінювати основні частини транспортного засобу (зазвичай додаванням або усуненням вбудованого каркаса). Такі багі, як і попереднього типу, часто мають двигун, розміщений позаду водія. Розміри можуть варіюватися від одномісних з маленьким двигуном до 4-місних з двигунами на 8 і більше циліндрів. Такі багі можуть мати кузовні панелі, що закривають проміжки сталевої рами.
Третій метод застосовується в конструкціях для тимчасової експлуатації. Він є поєднанням двох попередніх методів та застосовується, як правило, коли внаслідок аварії, старіння деталей абощо деякі частини багі стають непридатними для подальшої експлуатації.